# Ophiomyia curvibrissata
Ophiomyia curvibrissata är en tvåvingeart som beskrevs av Frost 1936. Ophiomyia curvibrissata ingår i släktet Ophiomyia och familjen minerarflugor.
Artens utbredningsområde är Guatemala. Inga underarter finns listade i Catalogue of Life.